# UFC 211
UFC 211: Miocic vs. dos Santos 2 è stato un evento di arti marziali miste tenuto dalla Ultimate Fighting Championship il 13 maggio 2017 all'American Airlines Center di Dallas, negli Stati Uniti.

## Risultati
|                                                   | Divisione         |                       |                 |                     | Metodo                                      | Round           | Tempo           | Premio          |
| Card Principale                                   | Card Principale   | Card Principale       | Card Principale | Card Principale     | Card Principale                             | Card Principale | Card Principale | Card Principale |
| ------------------------------------------------- | ----------------- | --------------------- | --------------- | ------------------- | ------------------------------------------- | --------------- | --------------- | --------------- |
| Sfida valida per il titolo di campione indiscusso | Pesi massimi      | Stipe Miočić (c)      | batte           | Junior dos Santos   | KO tecnico (pugni)                          | 1               | 2:22            | POTN            |
| Sfida valida per il titolo di campionessa         | Pesi paglia (F)   | Joanna Jędrzejczyk    | batte           | Jéssica Andrade     | Decisione unanime (50-45, 50-44, 50-45)     | 5               | 5:00            |                 |
|                                                   | Pesi welter       | Demian Maia           | batte           | Jorge Masvidal      | Decisione non unanime (29-28, 28-29, 29-28) | 3               | 5:00            |                 |
|                                                   | Pesi piuma        | Frankie Edgar         | batte           | Yair Rodríguez      | KO tecnico (stop medico)                    | 2               | 5:00            |                 |
|                                                   | Pesi medi         | David Branch          | batte           | Krzysztof Jotko     | Decisione non unanime (29-28, 28-29, 29-28) | 3               | 5:00            |                 |
| Card Preliminare (FX)                             |                   |                       |                 |                     |                                             |                 |                 |                 |
|                                                   | Pesi leggeri      | Eddie Alvarez         | contro          | Dustin Poirier      | No contest (ginocchiate irregolari)         | 2               | 4:12            |                 |
|                                                   | Pesi piuma        | Jason Knight          | batte           | Chas Skelly         | KO tecnico (pugni)                          | 3               | 0:39            | POTN            |
|                                                   | Pesi massimi      | Chase Sherman         | batte           | Rashad Coulter      | KO (gomitata)                               | 2               | 3:36            | FOTN            |
|                                                   | Pesi leggeri      | James Vick            | batte           | Marco Polo Reyes    | KO tecnico (pugni)                          | 1               | 2:39            |                 |
| Card Preliminare (UFC Fight Pass)                 |                   |                       |                 |                     |                                             |                 |                 |                 |
|                                                   | Pesi paglia (F)   | Cortney Casey         | batte           | Jessica Aguilar     | Decisione unanime (30-27, 30-27, 30-27)     | 3               | 5:00            |                 |
|                                                   | Pesi piuma        | Enrique Barzola       | batte           | Gabriel Benítez     | Decisione unanime (29-28, 29-28, 29-28)     | 3               | 5:00            |                 |
|                                                   | Pesi mediomassimi | Gadzhimurad Antigulov | batte           | Joachim Christensen | Sottomissione (rear-naked choke)            | 1               | 2:21            |                 |

## Premi
I lottatori premiati ricevettero un bonus di 50.000 dollari.
Legenda:
- FOTN: Fight of the Night (vengono premiati entrambi gli atleti per il miglior incontro dell'evento)
- POTN: Performance of the Night (viene premiato il vincitore per la migliore performance dell'evento)